# بريد أنجولا
يعمل بريد أنجولا  باسم:  ( Correios de Angola) هي شركة مملوكة للدولة مسؤولة عن الخدمة البريدية في أنجولا ، تأسست في عام 1980.

## روابط خارجية
- الموقع الرسمي